# ال‌اچ‌دبلیو
ال‌اچ‌دبلیو (انگلیسی: The Leading Hotels of the World) شرکت مهمان‌نوازی آمریکایی است، که در سال ۱۹۲۸ تأسیس شد.